# Риггз, Ренсом
Ренсом Риггз (англ. Ransom Riggs; род. 3 февраля 1979[…], Мэриленд, США) — американский писатель и сценарист, известный благодаря своим книгам «Дом странных детей» и «Город Пустых», попавшим в список бестселлеров по версии The New York Times.

## Биография
Родился 3 февраля 1979 года в штате Мэриленд, США, в семье фермера. В детстве переехал во Флориду, учился в школе для одарённых детей, где увлёкся кинематографом. Начал писать сценарии для фильмов, снимать короткометражки. Вскоре увлекся необычным хобби — коллекционированием старинных фотографий. В процессе их собирания Риггз придумал сюжет своего романа «Дом странных детей», который проиллюстрирован этими фотографиями, которые собрал он и его друзья. Позднее книга получила два продолжения, в 2014 году вышел роман «Город пустых: побег из дома странных детей», а в 2015 году — «Библиотека душ: нет выхода из дома странных детей».
В 2016 году на основе книги «Дом странных детей» режиссёром Тимом Бёртон был снят фильм «Дом странных детей мисс Перегрин».
В 2018 году роман получил продолжение — «Карта дней», положив начало новой трилогии. Пятая книга Ренсома Риггза вышла в 2020 году под названием «Собрание птиц». В 2021 году вышла последняя книга серии «Дом странных детей» под названием «Казни Дьявольского Акра».

## Личная жизнь
Живёт в Ирвайне (штат Калифорния). Женат на писательнице Тахире Мафи. 30 мая 2017 года у них родилась дочь Лейла.

## Произведения

### Произведения, изданные на русском языке
- Шерлок Холмс: Методы расследования и тайны величайшего детектива = The Sherlock Holmes Handbook: The Methods and Mysteries of the World's Greatest Detective / Пер. с англ. Д. Полева. — М.: Эксмо, 2012. — 224 с. — (ВИП-персоны. Фильмы и сериалы). — 3000 экз. — ISBN 978-5-699-53790-7.
- Ренсом Риггз. Дом странных детей. — Харьков, Белгород: Клуб семейного досуга, 2015 г. — Т. 1. — 432 с. — 10 000 экз. — ISBN 978-5-9910-2075-6, 978-1-59474-476-1, 978-966-14-3876-6.; пер. с англ. Е. Боровая
- Ренсом Риггз. Город Пустых. Побег из дома странных детей. — Харьков, Белгород: Клуб семейного досуга, 2015 г. — Т. 2. — 464 с. — 15 000 экз. — ISBN 978-5-9910-3024-3, 978-966-14-7673-7, 978-159-474612-3.; пер. с англ. Е. Боровая
- Ренсом Риггз. Библиотека душ. Нет выхода из дома странных детей. — Харьков, Белгород: Клуб семейного досуга, 2016 г. — Т. 3. — 480 с. — ISBN 978-5-9910-3594-1, 9786171208667.; пер. с англ. Е. Боровая
- Ренсом Риггз. Дом странных детей IV. Карта Дней. — Москва, АСТ, 2018, 576 с., — ISBN 978-5-17-111537-1, пер. с англ. А. Осипов
- Ренсом Риггз. Сказки о странных. — Харьков, Белгород: Клуб семейного досуга, 2017 г. — 192 с. — ISBN 978-617-12-3155-9.; пер. с англ. Е. Боровая
- Ренсом Риггз. Собрание птиц. Москва: Издательство АСТ, 2020.-416с.-(Дом странных детей)
- Ренсом Риггз. Казни Дьявольского акра. Москва: Издательство АСТ, 2021 −482с.-(Дом странных детей)

### Произведения, изданные на английском языке
- The Sherlock Holmes Handbook: The Methods and Mysteries of the World’s Greatest Detective. — Quirk Books. — ISBN 978-1-59474-429-7.
- Miss Peregrine’s Home for Peculiar Children. — Quirk Books. — ISBN 978-1-59474-513-3.
- Talking Pictures: Images and Messages Rescued from the Past. — Harper Collins. — ISBN 978-0-06-209949-5.
- Hollow City: The Second Novel of Miss Peregrine’s Children. — Quirk Books. — ISBN 978-1-59474-612-3.
- Library of Souls (Miss Peregrine’s Peculiar Children #3). — Quirk Books. — ISBN 978-1-59474-758-8.
- Tales of peculiar
- A Map of Days (Miss Peregrine’s Peculiar Children #4).
- The Conference of the Birds (Miss Peregrine’s Peculiar Children #5).